# 2020-as Roland Garros
A 2020-as Roland Garros a COVID–19-pandémia miatt a hagyományos május végi–június eleji időpont helyett őszre lett halasztva, így az év utolsó tenisz Grand Slam-tornája lett, amelyet 119. alkalommal, 2020. szeptember 27. és október 11. között rendeztek meg Párizsban. A selejtezőkre szeptember 21-től került sor. A tornán bajnokot avattak férfi és női egyesben és párosban (a vegyes párosok versenyére ezúttal nem került sor), valamint junior fiú és lány kategóriákban egyesben és párosban is. A versenyprogram része volt a kerekesszékesek versenye. Ez volt az első olyan Roland Garros, amelyen villanyfényes mérkőzésekre is lehetőség volt a négy fő pályán a 23 közül.
A Roland Garros az egyetlen salakpályás Grand Slam-torna. Díjalapja 2020-ban a koronavírus-járvány miatt az előző évinél 10%-kal kevesebb, 38 000 000 euró volt. A díjak elosztásánál az alacsonyabban rangsorolt versenyzőket igyekeztek előnyben részesíteni, így az első fordulóban kiesők díja 30%-kal volt magasabb a 2019. évinél, míg a selejtezőben a díjak átlagosan 27%-kal haladták meg az előző évit.
A cím védője férfi egyesben a spanyol Rafael Nadal, a női egyesben az ausztrál Ashleigh Barty volt. Ashleigh Barty a járvánnyal összefüggő korlátozások miatt nem vett részt a tornán. Rajta kívül ugyancsak távol maradt Ószaka Naomi háromszoros Grand Slam-tornagyőztes és Bianca Andreescu, az előző évi US Open győztese is. A női világranglista első 100 helyezettje közül a verseny előtt 14-en mondták vissza a részvételt. A férfiaknál már a torna előtt lemondott a részvételről Roger Federer, Nick Kyrgios, Lucas Pouille és Jo-Wilfried Tsonga. A benevezett teniszezők közül a selejtezők indulása előtt további öt játékos lépett vissza, miután két játékosnál és egy edzőnél a koronavírus-teszt pozitív eredményt mutatott ki.
A férfiaknál a Roland Garros trófeáját Rafael Nadal tizenharmadik alkalommal szerezte meg, miután a döntőben 6–0, 6–2, 7–5 arányban győzött Novak Đoković ellen. Nadal összességében a 20. Grand Slam-tornagyőzelmét szerezte, és ezzel utolérte Roger Federert.
A győzelmet a nőknél nagy meglepetésre a lengyel Iga Świątek szerezte meg, miután a döntőben 6–4, 6–1 arányban legyőzte az amerikai Sofia Kenint. A női párosban a címvédő Babos Tímea–Kristina Mladenovic kettős megvédte címét, miután a döntőben 6–4, 7–5 arányban legyőzték az Alexa Guarachi–Desirae Krawczyk chilei–amerikai párost. Férfi párosban is címvédés történt, miután a német Kevin Krawietz–Andreas Mies páros ebben az évben sem talált legyőzőre, a döntőben 6–3, 7–5 arányban nyertek a horvát Mate Pavić és a brazil Bruno Soares páros ellen.
A magyar versenyzők közül a tornán ebben az évben a férfiaknál Fucsovics Márton és Balázs Attila, a nőknél Babos Tímea indulhatott a világranglista-helyezése alapján a főtáblán. Balázs Attila élete első Grand Slam-főtáblás megmérettetésén a 2. körig jutott, ahol a 10. helyen kiemelt spanyol Roberto Bautista Agut ütötte el a továbbjutástól. Fucsovics Márton eddigi legjobb Roland Garros-eredményét elérve a 4. körig jutott. A női egyesben Jani Réka Luca és Gálfi Dalma a selejtezőben szerepelt, és nem sikerült a főtáblára jutniuk: Jani Réka Luca a selejtező első körében, Gálfi Dalma a kvalifikáció döntőjében volt kénytelen elbúcsúzni a további küzdelmektől. Női párosban a címvédő Babos Tímea és a francia Kristina Mladenovic volt, akik ezúttal második kiemeltként indulhattak, és sikeresen megvédték címüket. A női párosban indult még Stollár Fanny is, a román Irina Bara párjaként, ők az első körben estek ki. Férfi párosban Fucsovics Márton a brit Cameron Norrie-val lépett pályára és a második körig jutottak. A junior fiúknál Fajta Péter egyéniben a második, párosban az első körben, a lányoknál Tóth Amarissa Kiara egyéniben a harmadik körben, párosban az első körben, Szabanin Natália egyéniben és párosban is az első körben búcsúzott a tornától.

## Világranglistapontok
| Eredmény           | Férfi egyes | Férfi páros | Női egyes | Női páros |
| ------------------ | ----------- | ----------- | --------- | --------- |
| Győzelem           | 2000        | 2000        | 2000      | 2000      |
| Döntő              | 1200        | 1200        | 1300      | 1300      |
| Elődöntő           | 720         | 720         | 780       | 780       |
| Negyeddöntő        | 360         | 360         | 430       | 430       |
| 16 között          | 180         | 180         | 240       | 240       |
| 32 között          | 90          | 90          | 130       | 130       |
| 64 között          | 45          | 0           | 70        | 10        |
| 128 között         | 10          | –           | 10        | –         |
| Főtáblára jutás    | 25          | 25          | 40        | –         |
| Selejtező (3. kör) | 16          | –           | 30        | –         |
| Selejtező (2. kör) | 8           | –           | 20        | –         |
| Selejtező (1. kör) | 0           | –           | 2         | –         |

## Pénzdíjazás
A torna összdíjazása 38 000 000 euró, amely a koronavírus-járvány miatt mintegy 10%-kal alacsonyabb az előző évinél. A férfi és a női egyéni győztesnek fejenként 1 600 000 euró jár. A díjak elosztásánál az alacsonyabban rangsorolt versenyzőket igyekeznek előnyben részesíteni, így az első fordulóban kiesők díja 30%-kal magasabb a 2019. évinél, míg a selejtezőben a díjak átlagosan 27%-kal magasabbak a korábbinál.
| Eredmény           | Egyes*      | Egyes*      | Páros** | Vegyes páros+ |
| Eredmény           | Férfiak***  | Nők****     | Páros** | Vegyes páros+ |
| Győzelem           | 1 600 000 € | 1 600 000 € | 319 652 € | |
| Döntő              | 800 000 €   | 800 000 €   | 188 030 € | |
| Elődöntő           | 425 250 €   | 425 250 €   | 110 606 € | |
| Negyeddöntő        | 283 500 €   | 283 500 €   | 65 062 € | |
| 16 között          | 189 000 €   | 189 000 €   | 38 272 € | |
| 32 között          | 126 000 €   | 126 000 €   | 23 920 € | |
| 64 között          | 84 000 €    | 84 000 €    | 14 950 € | |
| 128 között         | 60 000 €    | 60 000 €    | – | – |
| Selejtező (döntő)  | 25 600 €    | 25 600 €    | *Nemenként **Csapatonként ***128-as selejtezőtábla ****96-os selejtezőtábla +A vegyespárosok versenyét nem rendezték meg | *Nemenként **Csapatonként ***128-as selejtezőtábla ****96-os selejtezőtábla +A vegyespárosok versenyét nem rendezték meg |
| Selejtező (2. kör) | 16 000 €    | 16 000 €    | *Nemenként **Csapatonként ***128-as selejtezőtábla ****96-os selejtezőtábla +A vegyespárosok versenyét nem rendezték meg | *Nemenként **Csapatonként ***128-as selejtezőtábla ****96-os selejtezőtábla +A vegyespárosok versenyét nem rendezték meg |
| Selejtező (1. kör) | 10 000 €    | 10 000 €    | *Nemenként **Csapatonként ***128-as selejtezőtábla ****96-os selejtezőtábla +A vegyespárosok versenyét nem rendezték meg | *Nemenként **Csapatonként ***128-as selejtezőtábla ****96-os selejtezőtábla +A vegyespárosok versenyét nem rendezték meg |

## Eredmények

### Férfi egyes
- Rafael Nadal –  Novak Đoković 6–0, 6–2, 7–5

### Női egyes
- Iga Świątek –  Sofia Kenin, 6–4, 6–1

### Férfi páros
- Kevin Krawietz /  Andreas Mies –  Mate Pavić /  Bruno Soares 6-3, 7-5

### Női páros
- Babos Tímea /  Kristina Mladenovic –  Alexa Guarachi /  Desirae Krawczyk 6-4, 7-5

### Juniorok

#### Fiú egyéni
- Dominic Stricker –  Leandro Riedi, 6–2, 6–4

#### Lány egyéni
- Elsa Jacquemot –  Alina Csarajeva, 4–6, 6–4, 6–2

#### Fiú páros
- Flavio Cobolli /  Dominic Stricker –  Bruno Oliveira /  Natan Rodrigues, 6–2, 6–4

#### Lány páros
- Eleonora Alvisi /  Lisa Pigato –  Marija Bondarenko /  Gyiana Snajgyer 7–6(3), 6–4